# Razor & Tie
La Razor & Tie è un'etichetta discografica statunitense, fondata nel 1990 da Cliff Chenfeld e Craig Balsam.
La distribuzione dei prodotti è effettuata dalla Sony Music Entertainment e dalla RED Distribution.
L'etichetta si fa promotrice di diversi generi musicali: folk, metal, dance, pop, rock, soul e world.